# حبيبة حسن
حبيبة حسن (5 سبتمبر 2001 - 7 ديسمبر 2017) لاعبة كرة يد مصرية كانت تلعب لدى نادي الأهلي المصري لكرة اليد.

## عن حياتها
ولدت عام 2000 وكانت واحدة من الركائز الأساسية لفريق الأهلي ومنتخب مصر لكرة اليد، ومن أبرز لاعبات جيلها ولقد توفيت في يوم 7 ديسمبر 2017 عن عمر يناهز 17 سنة في حادث سير.